# Woonwagenpark Gasthuishoeven

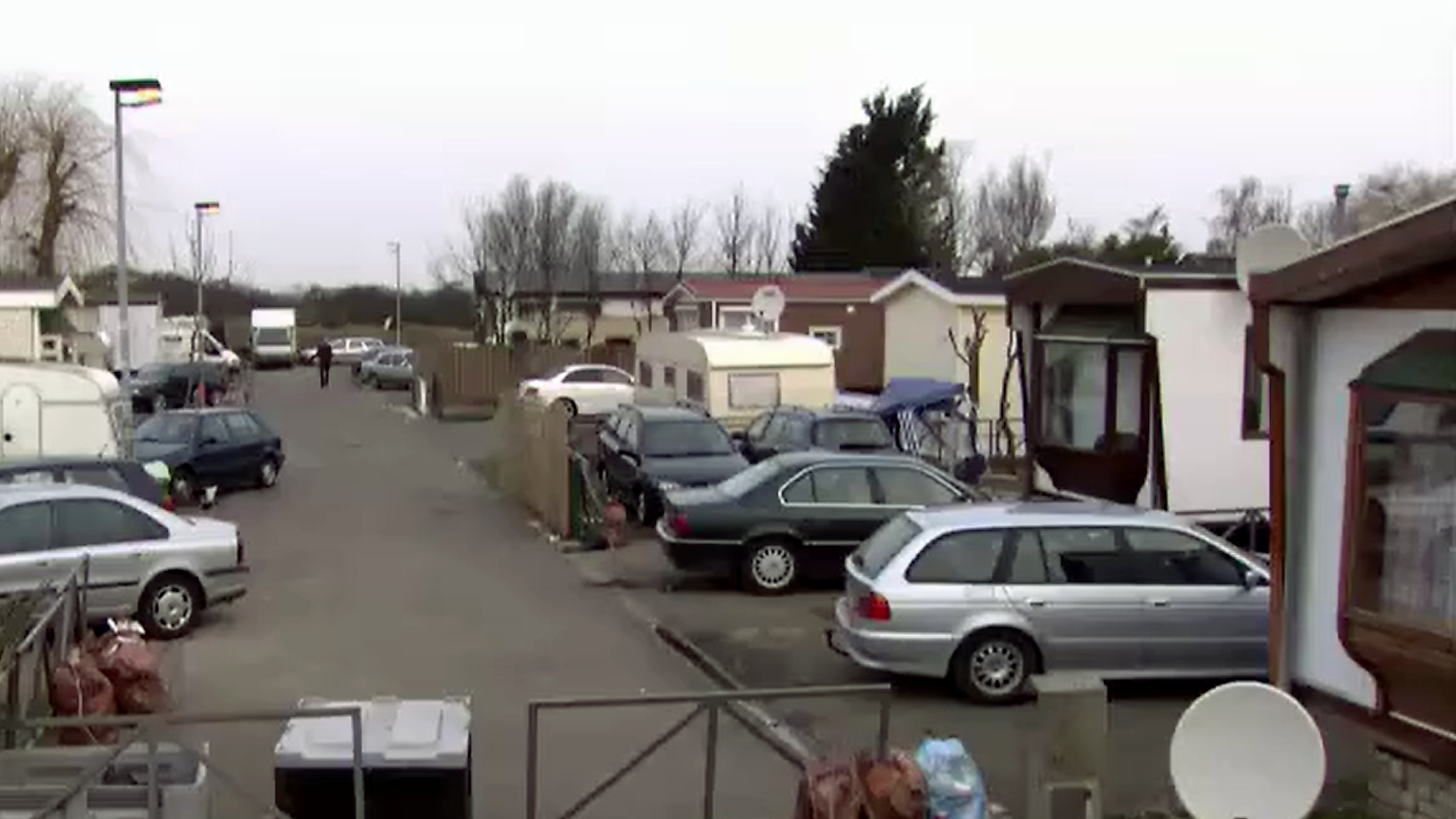
Het woonwagenpark begin 2013

Woonwagenpark Gasthuishoeven in Mortsel is het eerste en oudste woonwagenpark van Vlaanderen. Het wordt anno 2014 bevolkt door zo'n 108 woonwagenbewoners, verdeeld over twaalf Manoesj-, twaalf Rom- en twee Voyageurgezinnen. Het park bedraagt zo'n 1,66 hectare. Het werd in 1974 geopend door Phil Bosmans van de Bond Zonder Naam. In 1979 werd het overgenomen door het stadsbestuur van Mortsel. In 1994 werd het park voor het eerst gerenoveerd, waarna in 2021 een sanering plaatsvond. In 2023 opende een volledig vernieuwd park op dezelfde locatie. Na het woonwagenpark van Genk is dit qua staanplaatsen het grootste (samen met het park in Maasmechelen). Het bevindt zich tussen Fort 3 en Fort 4, ten noorden van Wijk Savelkoul.

## Geschiedenis
Het gebied was doorheen de geschiedenis vrijwel altijd in gebruik als akkerland. In de nabije omgeving werden er een Romeinse villa aangetroffen, die er vermoedelijk stond van de eerste tot de derde eeuw na Christus. Tot het einde van de tweede eeuw zou er ook een omwalde hoeve hebben gestaan. Tijdens de Frankische tijd was er een landbouwbedrijf, Villa Tishengien, actief. Rondom een kapel, de latere Sint-Benedictuskerk, ontstond omstreeks de tiende of elfde eeuw de eerste dorpskern van het latere Mortsel. Vanaf 1387 was het gebied in handen van de familie Cantecroy. In de zeventiende eeuw viel dit graafschap uiteen, en na heel wat verwoestingen kwam het gebied in handen van de stad Antwerpen. In de jaren '60 van de negentiende eeuw begon de bouw van de Stelling van Antwerpen. Het park bevindt zich tussen Fort 3 en Fort 4, die hier onderdeel van uitmaken. Een militaire spoorlijn, die Fort 3 met spoorlijn 15 verbond, liep tot begin jaren '70 van de twintigste eeuw nog dwars door het latere parkterrein. Dit stuk grond, vlak bij de Luchthaven van Deurne, werd verhard door de Duitsers tijdens de Tweede Wereldoorlog.

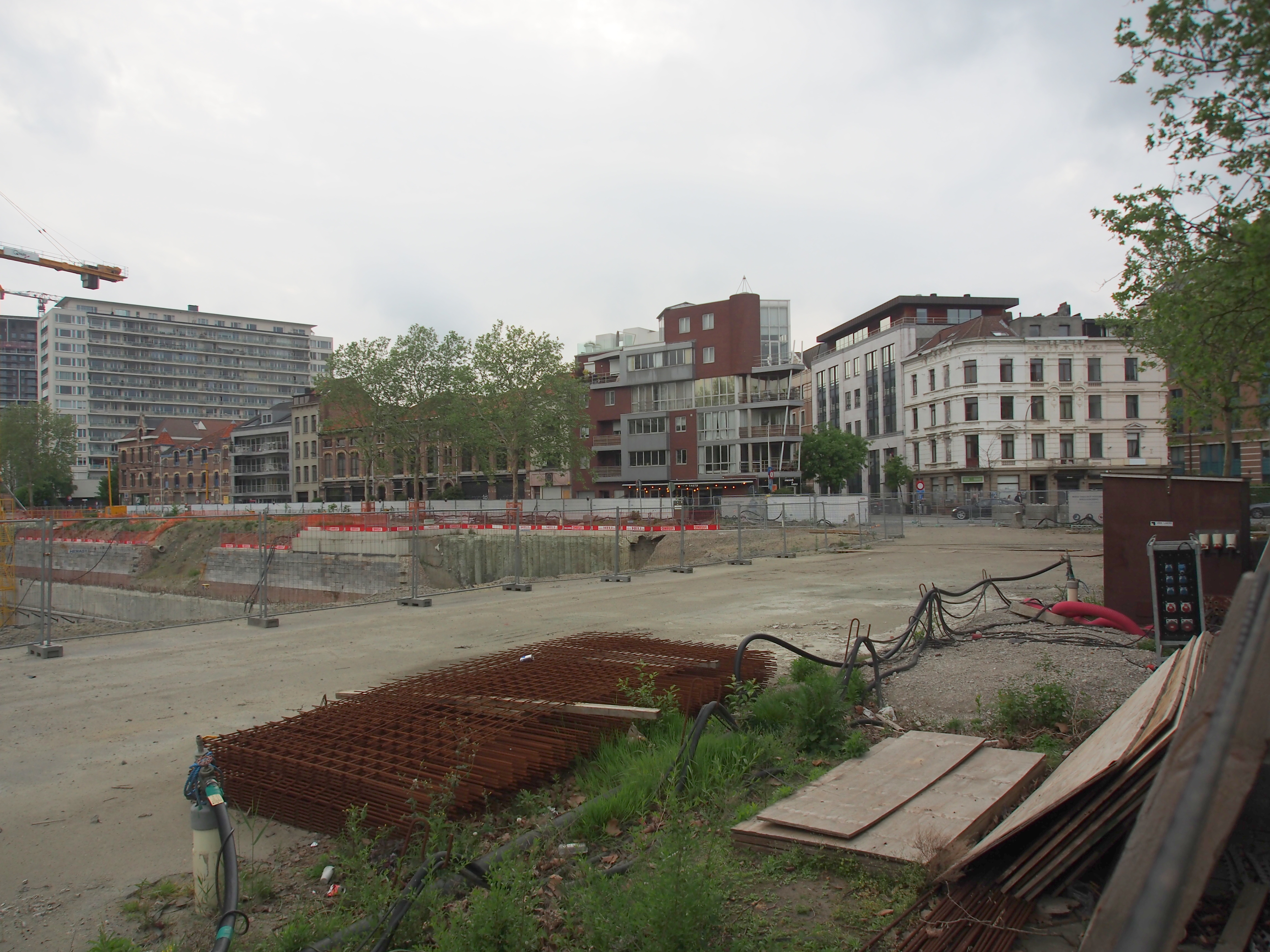
De Waalse Kaai, tijdens een heraanleg in 2019

Op 31 oktober 1974 werd op de Antwerpse gemeenteraad beslist om de woonwagenbewoners, die dan hun stalplaats op de Waalse Kaai aan de Zuiderdokken hadden, weg te sturen. Ze werden op 5 november door de politie verdreven. Phil Bosmans, die de Bond zonder Naam had opgericht, was begaan met de woonwagenbewoners en trachtte te bemiddelen met de gemeenteraad, maar dat mislukte. Niet veel later wist hij een terrein in Mortsel in handen te krijgen, dat eerder van het OCMW was, waardoor op 21 december de families, weliswaar illegaal, hun intrek namen op deze nieuwe locatie. Het gebied werd in drie delen verdeeld, voor de drie verschillende families. Een van die families was de familie Modest, die er anno 2013 nog steeds woonde. Mortsel was tegen het park, maar de hogere overheden verboden de politie om in te grijpen. Het nieuwe park werd in de beginjaren wekelijks bezocht door een arts of verpleegkundige. In 1976 werd er een schooltje opgericht in het park, om les te geven aan de Rom-kinderen. Ze spraken geen Nederlands en maar beperkt Frans, en onderwijs paste bovendien niet in hun traditioneel levenspatroon. In mei 1979 werd de school dan ook volledig vernield door de leerlingen. Later zouden de kinderen via overgangsklassen worden geïntegreerd in de Mortselse Lieven Gevaertschool. Anno 2023 gaan alle kinderen uit het park naar school. Dat jaar werd het park overgenomen door het stadsbestuur van Mortsel. De stad renoveerde het park in 1994, en voerde in 2021 een volledige sanering uit. Voor deze sanering werd er twee miljoen euro gesubsidieerd door de Vlaamse overheid, de stad Mortsel betaalde daarbovenop honderdduizend euro voor de heraanleg van de toegangswegen en de tijdelijke verhuis van de bewoners. Aanvankelijk was het de bedoeling om een volledig nieuw park aan te leggen, vlak bij het huidige, maar deze plannen werden dus gewijzigd. Eind 2023 werd het vernieuwde park afgewerkt.
De huidige woonwagenbewoners zijn niet de enigen die in Mortsel hebben gewoond, zo passeerde er in 1934 een groep Lowara. Kunstschilder Jan Yoors, die vlakbij hun tijdelijke stalplaats in Mortsel woonde, sloot zich aan bij deze gemeenschap. Er is ook een lange wachtlijst voor plekken in het park. Een studie uit 2019 wees uit dat het gebied een groot archeologisch potentieel kent, waardoor er bij de sanering in 2021 archeologisch onderzoek werd uitgevoerd. Tijdens deze werken werd een drinkbeker gevonden met een unieke Latijnse spreuk: avoca te, oftewel amuseer je.

## Overbevolking en politie-invallen
Het woonwagenpark heeft een maximale capaciteit voor 26 woonwagens, maar er zijn geregeld dubbelstaanders, waarbij twee of meer woonwagens op de plek voorzien voor één woonwagen staan. In 2009 waren er negen dubbelstaanders. In 2010 woonden er zelfs 36 gezinnen, tien te veel. Dit is verboden, maar werd oogluikend toegelaten. Eind 2013 werd echter toch besloten om de overtreders uit het park te verwijderen. Door de afgezonderde levenswijze van de woonwagenbewoners is incest, in de vorm van neef-nichthuwelijken, veel voorkomend in het park.
Het park kwam voor het eerst in opspraak in 2014, toen acht families betrapt werden op elektriciteitsfraude. De stad Mortsel stapte naar de vrederechter die besliste dat ze het park moesten verlaten. De bewoners wilden een protestactie voeren voor het stadhuis van Mortsel, maar deden dit uiteindelijk niet. Ze kregen twee maanden om te vertrekken, en deden dit uiteindelijk op de laatste dag. Eén gezin mocht, omwille van gezondheidsredenen, toch blijven. Bij enkele huiszoekingen in 2018 werden er zes lichte vrachtauto's, vijf containers, 45 fietsen, zes bromfietsen, vijf verboden wapens (waaronder een zwaard) en een ton aan metalen in beslag genomen. De huiszoekingen vonden plaats nadat het politiezone MINOS ter ore was gekomen dat bepaalde inwoners van het park regelmatig metaal gingen ophalen in de buurt. In 2019 rukte verschillende snelleresponsteams, de POSA en de BearCat van de Antwerpse politie uit voor een potentiële gijzeling in het park. Het bleek echter niet om een gijzeling, maar om huiselijk geweld tussen een koppel te gaan. De vrouw was hierop naar een naburige woonwagen gevlucht, terwijl de man in zijn woonwagen met vuurwerk begon te experimenteren. Bij de inval werd er eveneens een grote hoeveelheid drugs aangetroffen. De man werd door de onderzoeksrechter aangehouden voor bezit van en handel in verdovende middelen.

## Voorbeeldfunctie
Ondanks de soms negatieve reputatie in de media, wordt het woonwagenpark ook geroemd. De stad Mortsel investeerde onder meer in de sociale cohesie tussen de drie bewonende groepen: Voyageurs, Roms en Manoesjen, en in de leefbaarheid van het park. Zo werd er in 2010 nog een speeltuin aangelegd. De verschillende groepen in het park hebben desalniettemin ook meningsverschillen, zo werd er in november 2001 door de gemeente een ontmoetingsruimte gebouwd in het park. De Roms en de Manoesjen raakten het echter niet eens over wie wanneer de ontmoetingsruimte mocht gebruiken. De gemeente besloot daarop om een tweede ruimte te bouwen, om conflicten te vermijden.
In 2013 maakte Daniel Demoustier een documentaire over woonwagenpark Gasthuishoeven, voor zijn programma Demoustier op VTM. In 2011 vond er de fotoexpositie Wonen op wielen plaats in Mortsel, waarmee het tekort aan staanplaatsen werd aangekaart. Gitta Vanpeborgh, een politica van Vooruit, ontfermt zich al enkele jaren om het park, en was een van de drijvende krachten achter de vernieuwing ervan. Rondom het park is Trektelpost 'De Zigeuner' gevestigd, in het eerste grote open stuk landschap ten oosten van Antwerpen. Er worden regelmatig vogelwaarnemingen gedaan, en tijdens de vogeltrek worden hier alle passerende vogels geteld en gedetermineerd. Zo werden er al zeer zeldzame vogels als Siberische boompieper, bonte tapuit en Provençaalse grasmus waargenomen.